# Batalion Karakal
Batalion Karakal – batalion piechoty Sił Obronnych Izraela uformowany w roku 2000 w celu patrolowania granicy egipsko-izraelskiej. Składa się z żołnierzy zarówno płci męskiej jak i żeńskiej, mających pochodzenie żydowskie bądź arabskie
Oddział został nazwany na cześć małego zwierzęcia z rodziny kotowatych – karakala, którego samce i samice są od siebie praktycznie nierozróżnialne
Batalion brał udział w zabezpieczaniu pozycji podczas operacji Hitnatkut w strefie Gazy w roku 2005, w II wojnie libańskiej – w roku 2006 oraz w intifadzie Al-Aksa. Oddział jest częścią 512 Brygady „Sagi” w okręgu Dowództwa Południowego.